# 1145
Cette page concerne l'année 1145  du calendrier julien.
L'année 1145 est une année commune qui commence un lundi.

## Événements
- 15 février : élection du pape Eugène III (fin de pontificat en 1153) ; il est intronisé en secret à l’abbaye de Farfa le 18, puis quitte Rome pour Viterbe avec ses proches. À Rome, Arnaud de Brescia, réformateur religieux, disciple d’Abélard, préconise la pauvreté radicale et veut forcer la papauté à renoncer à tout pouvoir temporel. Il soulève les Romains et entreprend de restaurer la république romaine (1145-1155)[1].

- 22 février : l’almoravide Tachfin Ben Ali se tue en essayant de gagner Al-Andalus, en Espagne, qui a repris son indépendance l’année précédente[2]. Son fils Ibrahim Ben Tachfin lui succède (fin en 1147).

- 13 mars : révolte de Valence contre les Almoravides ; soulèvements de Murcie, Almeria, Malaga... (deuxième période de taïfas)[3].

- 7 avril : le pape Eugène III fulmine la bulle papale Militia Dei qui confirme l’indépendance de l’Ordre du Temple vis-à-vis du clergé séculier[4].

- 18 avril : passage de la comète de Halley[5].

- 1er juin : arrivée à Bordeaux de Bernard de Clairvaux[6]. Il organise la lutte contre l'hérésie cathare dans le Midi de la France.

- 4 août : l’empereur Conrad III valide les titres de Raimond des Baux et d’Étiennette de Provence, sœur cadette de Douce Ire, sans en préciser trop le contenu, et leur donne le droit de battre monnaie, avantage attaché à la souveraineté[7] (voir guerres baussenques ).

- 18 novembre : l’évêque syrien Hugues de Gabala rencontre le pape Eugène III en présence du chroniqueur Otton de Freising, pour annoncer la chute d’Édesse. Le légendaire roi chrétien, le Prêtre Jean est mentionné pour la première fois lors de cette entrevue[8]. Plusieurs fois, au cours des Croisades, la rumeur a prétendu qu’il devait venir porter secours aux Croisés avec ses troupes.
- 1er décembre : en réponse à une demande d’aide de la principauté d’Antioche et du royaume de Jérusalem, Eugène III, pape (cistercien), fulmine la bulle « Quantum predecessores », octroyant l’indulgence de croisade à ceux qui iraient secourir le Patriarcat latin de Jérusalem et déclare ainsi une nouvelle croisade[9].

- 25 décembre[10] : à l’assemblée solennelle de Bourges, le roi Louis VII de France annonce son projet de participer à la deuxième croisade.

- Invasion du Champā par les Khmers, qui prennent la capitale Vijaya et occupent le pays jusqu’en 1149[11].
- Révolte des Almohades, dirigés par Abd al-Mumin qui critique le rite malikite observé par les Almoravides. Ils prennent Tlemcen, puis Oran[12].

- Prédication populaire de la croisade dans les pays rhénans par le moine cistercien Radulphe, ou Raoul (1145-1146). Elle provoque des violences contre les Juifs et entraîne le départ d’une foule de non-combattants ; des pogroms ont lieu à Cologne, Worms et Mayence (août-septembre 1146). Bernard de Clairvaux met fin à son action sur la demande de l’archevêque de Mayence Heinrich[9].

- Mariage de Robert Ier de Dreux avec Harvise d’Évreux[13].

- Constitution de la branche féminine de l’Ordre des Chartreux au monastère de Prébayon[14].